# Shimakaze (tàu khu trục Nhật) (1942)
Shimakaze (島風) (Đảo Phong) là một siêu khu trục đóng bởi Hải quân Đế quốc Nhật Bản được sử dụng trong Thế chiến thứ 2. Được trang bị 6 khẩu 12,7 cm đa dụng và vũ khí phòng không, chông ngầm hiện đại nhất của Hải Quân Nhật. Nhưng quan trọng nhất, chính là việc Shimakaze là khu trục duy nhất của Nhật được trang bị 15 ống phóng lôi với khả năng phóng ngư lôi 610mm Ngư lôi Loại 93 Long Lance bậc nhất của Nhật. Con tàu còn đóng vai trò thử nghiệm cho loại động cơ hơi nước nhiệt độ cao, áp suất cao với mã lực 79.240 shp (59.090 kW). Động cơ này giúp nó trở thành một trong những chiếc khu trục nhanh nhất thế giới với tốc độ thử nghiệm 40,9 knot (hải lý trên giờ) và tốc độ chuẩn 39 knot.

## Đóng Tàu
Đặt hàng năm 1939 dưới kế hoạch bổ sung quân bị Hải quân thứ tư, Shimakaze được đặt lườn tại Xưởng hải quân Maizuru vào tháng 8 năm 1941 và hoàn thành vào ngày 10 tháng 5 năm 1943.
Chính phủ Nhật định đặt thêm 16 chiếc nữa và cùng với kế hoạch bổ sung quân bị Hải quân thứ năm nâng tổng số tàu lên 32 nhằm trang bị thêm 4 hải đội khu trục nhưng thiếu tài nguyên công nghiệp cần để thực hiện kế hoạch.

## Lịch sử hoạt động
Tháng 6 1943, Shimakaze tham đợt di tán lực lượng Nhật từ đảo Kiska vào cuối chiến dịch Aleutian. Shimakaze còn có mặt trong trận biển Philippine. Tháng 10 1944, em có mặt trong trận vịnh Leyte nhưng chỉ đóng vai trò cứu vớt thủy thủ của chiếc Musashi bị đánh chìm. Trong lúc đóng vai trò kì hạm của Thủy lôi hạm đội 2 dưới quyền chỉ huy của chuẩn đô đốc Hayakawa Mikio, Shimakaze bị đánh chìm bởi máy bay của Hạm đội 38 vào ngày 11 tháng 11 năm 1944 trong trận Trận vịnh Ormoc

### Thử nghiệm tốc độ
Shimakaze được cung cấp năng lượng nhờ một Tuabin hơi nước thử nghiệm mới của Nhật. Vào cuộc thử nghiệm tốc độ vào ngày 7/4/1943,Shimakaze đạt được tốc độ tối đa 40,9 hải lý với công suất 79.240 shp (59.090 kW).

## Danh sách tàu
| Tàu                                | Số hiệu. | Số phận |
| ---------------------------------- | -------- | --- |
| Shimakaze (島風)                   | 125      | Xóa đăng bạ vào 10 tháng 1 năm 1945                                                                                   |
| 16 Khu Trục Lớp Shimakaze cải tiến | 733-748  | Hủy bỏ vào 30/4/1942 và chuyển đổi thành: 8 × Lớp Yūgumo (Tàu # 5041-5048) 7 × Lớp Akizuki cải tiến (Tàu # 5077-5083) |

## Liên kết Ngoài
- MaritimeQuest Shimakaze Page
- Shimakaze Class Notes by Allyn Nevitt